# Yeliz Özel
Yeliz Özel (ur. 6 marca 1980 w Ankarze), turecka piłkarka ręczna, reprezentantka kraju grająca na pozycji środkowej rozgrywającej. Obecnie występuje w rumuńskim C.S. Oltchim Râmnicu Vâlcea.

## Sukcesy
- mistrzostwo Rumunii (2011)
- puchar Rumunii (2011)
- mistrzostwo Macedonii (2005, 2006, 2007)
- puchar Macedonii (2005, 2006, 2007)
- finalistka Ligi Mistrzyń (2005)